# Basail (Bangladesh)
Basail è un sottodistretto (upazila) del Bangladesh situato nel distretto di Tangail, divisione di Dacca. Si estende su una superficie di 157,78 km² e conta una popolazione di 159.870 abitanti (dato censimento 1991).